# 못난이 주의보
}}
《못난이 주의보》는 2013년 5월 20일부터 2013년 11월 29일까지 방영된 SBS 일일드라마 작품이다.

## 등장인물

### 주요 인물
- 임주환 : 공준수 역 (아역 : 강이석)

사기꾼의 아들에 살인범으로 10년을 복역하고 가석방으로 출소. 10년 만에 나온 세상에 대한 울렁증이 있다. 아버지의 재혼으로 피가 섞이지 않은 동생 둘을 얻게 되고 “가족의 손을 놓으면 안 된다”는 새엄마의 유언을 가슴에 품고 14살에 가장이 되면서 파란만장한 인생 여정에 접어든다. 동생을 대신해 살인죄로 감옥살이를 하고 출소 후 멀리서 동생들을 바라보며 동대문 시장 짐꾼으로 일하다 동대문 옷가게에 취직하는데, 계속해서 도희만 보면 가슴이 울렁거린다.
- 강소라 : 나도희 역

BY어패럴의 기획실장. 재벌가에서 태어났지만 기획실장 위치와는 별개로, 동대문에서부터 회사를 일으킨 할아버지를 따라 그 가게에서부터 일을 시작했다. 오로지 자신의 힘으로 이룬 것만이 자신의 것이라 믿고 집안 덕에 실장의 자리에 있다는 말을 가장 싫어하는 당찬 여성이자 워커홀릭. 7년 연상인 새엄마를 보면서 돌아가신 엄마처럼 한 남자만 사랑하는 일 따윈 없을 거라 생각했는데, 그녀 앞에 이상한 사회 울렁증 환자가 나타난다.

### 준수 주변 인물
- 강별 : 공진주 역 (아역 : 정다빈)

진선혜 재혼 전 이름은 김진주. 엄마가 결혼한 사기꾼 아저씨는 빚만 남겼고, 가출한 사기꾼의 아들을 데려오는 길에 엄마는 죽었다. 갑작스런 가난 때문에 중퇴 후 동네 미용실 보조를 시작했고 이젠 제법 유명한 헤어샵에서 일하지만 고교 졸업장 하나 없어 끝없이 무시당하는 처지.
- 최태준 : 공현석 역 (아역 : 남다름)

진선혜 재혼 전 이름은 김현석. 어린 시절 그 사건 이후 인생이 달라졌다. 그 누구보다 차가운 사람이 되었고, 검사가 되었다. 죄를 지었으면 그게 누구든 대가를 치러야 한다는 게 그의 믿음이다. 그런 그가 대기업의 후계자인 도희를 알게 되면서 그의 냉정함이 조금씩 흔들려간다.
- 김설현 : 공나리 역 (아역 : 김하유)

꿈 많은 전교 꼴등 고등학생. 그녀의 꿈은 바로 스타. 어릴 적 자신을 고아원에 맡겼던 언니 오빠들은 도와줄 생각이 전혀 없다지만, 이만한 비쥬얼에 평범하게 산다는 건 죄악이다. 그런데 그녀 앞에 살인자 큰오빠가 나타난다.
- 안내상 : 공상만 역 (특별출연)

사기전과 5범. 하나밖에 없는 아들을 먹여 살리기 위해 공사판을 전전해 봤으나 일만 나가면 사고를 당해 일당보다 치료비가 더 나간다. 하는 수 없이 배운 도둑질을 하며 살아 왔다. 무지랭이 같던 그의 인생이 교도소에서 우연히 선혜를 만나며 한 순간 무지개가 뜬다. 경찰에게 쫓기던 중 교통사고를 당하여 4회에 사망한다.
- 신애라 : 진선혜 역 (특별출연)

천성적으로 사랑이 많은 여자. 먼저 간 남편을 온 마음을 다해 사랑했고, 그가 남긴 아이들도 자신의 생명과 맞바꿀 만큼 사랑한다. 그런 그녀는 아이들의 격렬한 반대에도 불구하고 공상만과 재혼해 그의 삶을 바꿔주고자 한다. 공나리 출산 후 산후 조리 실패 및 과로로 인해 5회에 사망한다.

### 도희 주변 인물
- 신소율 : 신주영 역

애교가 많고 관계에 쿨한 여자. 즐기는 모습이 가벼워 보일지도 모르지만 연애와 결혼을 철저히 구별 지을 줄 아는 실속형 인간이다. 한데 그런 자신을 보고도 본 체 만 체하는 공현석을 보며 호기심을 갖게 된다.
- 이순재 : 나상진(나상욱[1]) 역

BY어패럴의 회장. 동대문 1평짜리 가게에서 지금의 BY 어패럴을 만든 전설적인 인물. 19회에 친구였던 투자자가 교통 사고를 당해 미국에 가는 설정으로 일시 하차하였다, 33회에 재등장하였다. 공나리의 매니저 활동을 할 때는 나상욱이란 이름을 썼다.
- 천호진 : 나일평 역

BY어패럴의 사장이자 나도희의 아버지.
- 윤손하 : 유정연 역

준수의 첫사랑이자 현재 나일평의 새 아내.
결혼 8년동안 나도희(이하 도희)로 부터 엄마 대접을 못 받고 있어으나 도희가 공준수(이하 준수)를 만나면서 서서히 엄마로 인정해 주면서 가까게 지내게 된다. 도희와 대화중 직장동료에게 호감을 가지고 있는 사람 있음을 그사람 인지 누구인지 궁금해하는데 나일평이 이한서 변호사(이하 이변)가 도희 한테 호감있다고 해서 회사까지 가서 만나지만 도희와 어울리지 않는다고 느끼는데 도희가 사랑하는 사람을 이야기 하는것을 듣고 자신이 잘못 느끼거라 생각하다.
도희가 동대문에서 일하는 직원을 옥탑에 살도록 해달라고 한다. 우연히 김비서와 도희가 대화를 듣고 이변한테 호감이 없음을 안다. 도희가 동대문직원가 사랑하는 사이라는 것을 알고 도희편이 돼주겠다고 말하나 김비서로 인해 옥탑에 있는 사람인 자기의 첫사랑 준수라는 것을 알고 충격을 받는다. 김비서가 일평에게 준수의 전과와 과거 자신과의 사이를 알려 일평과 사이가 냉랭해진다.
일평과 따로 만나 이야기를 나누면서 일평을 사랑하다고 다시 한번 이야기를 한다. 그러면서 도희한테 자신은 도희편을 들어 줄 수 없다고 말한다. 후에 일평이 준수와 도희 사이를 알고 있어냐고 자신이 친엄마가 아니라서 둘사이를 그냥 둔거라고 하는데 아무 말 못하고 듣고있는다. 이변으로 인해 과거 준수와 자신의 사이가 나회장한테 알려지면서 이혼 위기가 있었으나 일평의 설득으로 다시 집으로 돌아온다. 일평과 같이 외국에 나가서 살면서 둘 사이에 아기가 생긴다
- 이일화 : 나인숙 역

BY어패럴 매장 체인점 담당이자 신주영의 어머니.
- 김일우 : 신태일 역

BY어패럴 전무이자 처가살이하는 신주영의 소심한 아버지. 형제들 때문에 제대로 기펴고 살지 못하지만 신주영과 아내 나인숙을 진심으로 사랑한다. 정도에 벗어나는 일이 있으면 따끔하게 말을 할 줄 안다.
- 임성민 : 김 비서 역

BY그룹 장학생 출신. 유정연의 과거를 밝혀 짝사랑하는 나일평과 유정연 사이를 이간질시키려다 나도희에 의해 들킨다. 이 사실을 안 나상진의 결정으로 66회에 하차하였는데 케이블 C채널 <힐링토크 회복> 새 진행자로 합류하면서 스케줄 조절에 어려움을 겪어 어쩔 수 없이 빠졌다. 떠나면서 이변호사에게 나회장한테 받은 주식 지분을 넘기고 나도희를 위해 써달라고 말하고 간다
훗날 그 지분으로 나도희 및 회사에 위협을 줄 때 쓰인다

### 그 외 인물
- 김영훈 : 이한서 역

어려을 때 아버지로 부터 학대 받으면서 사람을 사람으로 대하는 방법을 모르고 자란다. 미국에서 요식업 사업으로 성공한 아버지을 막강한 힘을 이용해서 BY그룹을 위협한다.
- 현우 : 강철수 역 - ( 공진주 남편)

어머니가 혼자 자신을 키워주신거에 대한 미안함과 고마움을 가지고 있다
진주와 엄마사이 에서 어떻게 해야 할지 모르고 눈치없이 행동하다 진주에게 혼난다
- 송옥숙 : 방정자 역 - (강철수)엄마

남편을 잃고 철수를 혼자 키웠다. 상류층에서 밀려나는 것을 두려워 자기 처지에 맞지않게 돈을 쓰면서 산다.결국 사채까지 써 사채꾼들이 진주집에 와서 행패를 부리고 그것을 보고 진주가 유산 할 뻔한것을 겪고 정신을 차리고 식당일을 하면서 지낸다
- 김하균 : 추만돌 역

공상만(이하 상만)의 친구 이자 공준수(이하 준수)의 안식처
- 김대희 : 차대기 역 (공현석)의 수사관
- 마야 : 김인주 역 - 천재디자이너로 준수의 스승
- 조윤우 : 이동우 역 - 공나리의 첫사랑
- 조현진 : 미스 리 역 - 공현석 검사실 직원
- 김다래 : 미스 최 역 - 공진주 다니던 헤어살롱 동료
- 안상태 : 박무플 역 - 예전에 BY그룹 광고 웹툰작가
- 장가현 : 디자인A팀장 역
- 손하윤 : 이미나 주임 역 - 처음에는 같은팀 사람들과 같이 공준수를 낙하산이라고 부르면서 무시하다 시간이 지나 공준수를 좋아하게 된다.
- 천성훈 : 최경호 팀장 역
- 김인호 : 알바생 역
- 박재롬
- 류성훈
- 장문석
- 홍이주
- 이미은
- 황보미

### 특별 출연
- 왕빛나 : 공준수·공진주의 담임 선생님 역 (1회)
- 김기만 : 김경태 역 (2회)
- 오승윤 : 이경태 역 (6, 7회)
- 안석환 : 이경태의 아버지 역 (6, 83, 84회)
- 김정하 : 유정연의 어머니 역 (2, 34, 55, 124, 127, 131, 132, 133회)
- 송민형 : 차대기의 아버지 역 (2, 34, 55, 96, 124, 127, 131, 132, 133회)
- 맹봉학 : 유정연의 아버지 역 (6회)
- 이희경 : 25엔터테인먼트 직원 역 (7회)
- 반효정 : 반효정 역 (44, 46, 47회)
- 김승욱 : 이경태 살인사건 담당 김 형사 역 (85, 86회)
- 김민경 : 의뢰인 역 (124회)
- 남경읍 : 이한서의 아버지 역

## 시청률
아래의 파란색 숫자는 '최저 시청률'이고, 빨간색 숫자는 '최고 시청률'입니다. 시청률조사회사와 지역별로 시청률에 차이가 있을 수 있습니다.
| 2013년  | 2013년    | 2013년         | 2013년       | 2013년         | 2013년       |
| 회차    | 방송일    | TNmS 시청률    | TNmS 시청률  | AGB 시청률     | AGB 시청률   |
| 회차    | 방송일    | 대한민국(전국) | 서울(수도권) | 대한민국(전국) | 서울(수도권) |
| ------- | --------- | -------------- | ------------ | -------------- | ------------ |
| 제1회   | 5월 20일  | 7.0%           | 7.7%         | 7.0%           | 7.3%         |
| 제2회   | 5월 21일  | 6.5%           | 7.2%         | 5.6%           | 5.7%         |
| 제3회   | 5월 22일  | 6.6%           | 7.4%         | 6.5%           | 7.4%         |
| 제4회   | 5월 23일  | 6.8%           | 7.0%         | 5.6%           | 5.9%         |
| 제5회   | 5월 24일  | 7.5%           | 8.1%         | 7.3%           | 7.8%         |
| 제6회   | 5월 27일  | 9.0%           | 9.5%         | 8.7%           | 8.9%         |
| 제7회   | 5월 28일  | 8.4%           | 9.2%         | 8.5%           | 8.8%         |
| 제8회   | 5월 29일  | 7.8%           | 8.6%         | 7.9%           | 8.7%         |
| 제9회   | 5월 30일  | 7.1%           | 7.7%         | 7.3%           | 7.5%         |
| 제10회  | 5월 31일  | 8.1%           | 9.1%         | 8.3%           | 9.3%         |
| 제11회  | 6월 3일   | 7.4%           | 7.5%         | 7.7%           | 8.2%         |
| 제12회  | 6월 4일   | 6.9%           | 7.4%         | 8.3%           | 9.2%         |
| 제13회  | 6월 5일   | 7.8%           | 8.5%         | 8.4%           | 9.4%         |
| 제14회  | 6월 6일   | 7.2%           | 8.3%         | 8.9%           | 9.9%         |
| 제15회  | 6월 7일   | 7.7%           | 8.8%         | 8.8%           | 9.1%         |
| 제16회  | 6월 10일  | 8.6%           | 9.3%         | 9.4%           | 10.3%        |
| 제17회  | 6월 11일  | 8.8%           | 9.2%         | 10.0%          | 11.2%        |
| 제18회  | 6월 12일  | 8.7%           | 8.7%         | 9.6%           | 11.1%        |
| 제19회  | 6월 13일  | 8.4%           | 8.6%         | 9.4%           | 10.6%        |
| 제20회  | 6월 14일  | 8.3%           | 8.7%         | 9.4%           | 10.4%        |
| 제21회  | 6월 17일  | 9.1%           | 10.5%        | 9.7%           | 10.7%        |
| 제22회  | 6월 18일  | 10.9%          | 11.0%        | 10.6%          | 11.8%        |
| 제23회  | 6월 19일  | 8.9%           | 10.4%        | 8.5%           | 9.6%         |
| 제24회  | 6월 20일  | 8.8%           | 9.8%         | 10.0%          | 11.2%        |
| 제25회  | 6월 21일  | 8.9%           | 10.0%        | 9.5%           | 10.8%        |
| 제26회  | 6월 24일  | 8.3%           | 8.9%         | 8.9%           | 10.1%        |
| 제27회  | 6월 25일  | 8.8%           | 9.4%         | 9.6%           | 10.7%        |
| 제28회  | 6월 26일  | 8.1%           | 9.1%         | 7.6%           | 8.2%         |
| 제29회  | 6월 28일  | 9.0%           | 10.8%        | 9.4%           | 10.7%        |
| 제30회  | 7월 1일   | 8.5%           | 8.4%         | 8.7%           | 9.8%         |
| 제31회  | 7월 2일   | 9.7%           | 11.4%        | 9.5%           | 10.4%        |
| 제32회  | 7월 3일   | 8.6%           | 9.5%         | 8.4%           | 9.0%         |
| 제33회  | 7월 4일   | 10.1%          | 11.5%        | 10.0%          | 11.2%        |
| 제34회  | 7월 5일   | 9.4%           | 9.9%         | 8.8%           | 9.1%         |
| 제35회  | 7월 8일   | 9.0%           | 11.1%        | 9.9%           | 11.3%        |
| 제36회  | 7월 9일   | 8.9%           | 10.6%        | 8.7%           | 9.7%         |
| 제37회  | 7월 10일  | 8.6%           | 9.5%         | 8.2%           | 9.4%         |
| 제38회  | 7월 11일  | 9.3%           | 11.6%        | 8.8%           | 9.9%         |
| 제39회  | 7월 12일  | 9.1%           | 10.2%        | 8.7%           | 9.8%         |
| 제40회  | 7월 15일  | 9.2%           | 10.3%        | 9.7%           | 10.8%        |
| 제41회  | 7월 16일  | 9.3%           | 10.8%        | 10.3%          | 11.6%        |
| 제42회  | 7월 17일  | 8.7%           | 10.2%        | 8.7%           | 9.8%         |
| 제43회  | 7월 18일  | 8.8%           | 9.7%         | 9.0%           | 10.0%        |
| 제44회  | 7월 19일  | 8.4%           | 9.4%         | 8.4%           | 9.3%         |
| 제45회  | 7월 22일  | 9.6%           | 10.9%        | 10.7%          | 12.0%        |
| 제46회  | 7월 23일  | 9.5%           | 11.0%        | 9.8%           | 10.7%        |
| 제47회  | 7월 24일  | 7.9%           | 8.8%         | 8.8%           | 9.6%         |
| 제48회  | 7월 25일  | 8.3%           | 9.2%         | 8.9%           | 9.7%         |
| 제49회  | 7월 26일  | 8.7%           | 10.4%        | 8.8%           | 9.4%         |
| 제50회  | 7월 29일  | 9.2%           | 10.1%        | 9.1%           | 9.7%         |
| 제51회  | 7월 30일  | 9.7%           | 10.4%        | 10.5%          | 11.3%        |
| 제52회  | 7월 31일  | 8.7%           | 10.5%        | 8.3%           | 8.5%         |
| 제53회  | 8월 1일   | 8.9%           | 9.8%         | 9.1%           | 9.0%         |
| 제54회  | 8월 2일   | 8.3%           | 9.9%         | 9.0%           | 9.3%         |
| 제55회  | 8월 5일   | 9.3%           | 10.5%        | 9.2%           | 9.7%         |
| 제56회  | 8월 6일   | 9.9%           | 11.2%        | 9.9%           | 10.7%        |
| 제57회  | 8월 7일   | 9.1%           | 9.2%         | 8.8%           | 9.4%         |
| 제58회  | 8월 8일   | 9.2%           | 10.2%        | 9.0%           | 9.4%         |
| 제59회  | 8월 9일   | 9.7%           | 10.6%        | 10.6%          | 11.8%        |
| 제60회  | 8월 12일  | 8.6%           | 9.5%         | 9.8%           | 11.1%        |
| 제61회  | 8월 13일  | 8.8%           | 10.0%        | 9.5%           | 10.2%        |
| 제62회  | 8월 14일  | 8.6%           | 8.6%         | 8.3%           | 8.8%         |
| 제63회  | 8월 15일  | 8.1%           | 8.3%         | 9.2%           | 9.6%         |
| 제64회  | 8월 16일  | 8.9%           | 9.5%         | 9.0%           | 8.9%         |
| 제65회  | 8월 19일  | 8.9%           | 9.5%         | 10.9%          | 11.7%        |
| 제66회  | 8월 20일  | 8.8%           | 9.4%         | 9.5%           | 9.9%         |
| 제67회  | 8월 21일  | 8.1%           | 9.1%         | 9.9%           | 11.2%        |
| 제68회  | 8월 22일  | 10.0%          | 10.5%        | 10.6%          | 11.5%        |
| 제69회  | 8월 23일  | 8.7%           | 8.5%         | 9.8%           | 9.5%         |
| 제70회  | 8월 26일  | 8.3%           | 8.8%         | 10.5%          | 11.1%        |
| 제71회  | 8월 27일  | 9.7%           | 10.2%        | 9.6%           | 10.1%        |
| 제72회  | 8월 28일  | 8.1%           | 8.3%         | 9.8%           | 11.1%        |
| 제73회  | 8월 29일  | 9.2%           | 10.0%        | 10.9%          | 11.1%        |
| 제74회  | 8월 30일  | 8.1%           | 8.6%         | 9.7%           | 10.5%        |
| 제75회  | 9월 2일   | 8.4%           | 8.9%         | 10.3%          | 11.0%        |
| 제76회  | 9월 3일   | 8.5%           | 9.0%         | 8.6%           | 8.9%         |
| 제77회  | 9월 4일   | 8.9%           | 9.9%         | 9.9%           | 10.7%        |
| 제78회  | 9월 5일   | 8.9%           | 9.8%         | 9.8%           | 10.7%        |
| 제79회  | 9월 9일   | 8.6%           | 9.2%         | 10.5%          | 11.2%        |
| 제80회  | 9월 10일  | 9.5%           | 10.3%        | 10.1%          | 10.7%        |
| 제81회  | 9월 11일  | 8.7%           | 9.8%         | 9.3%           | 10.3%        |
| 제82회  | 9월 12일  | 9.4%           | 10.3%        | 9.4%           | 10.0%        |
| 제83회  | 9월 13일  | 7.8%           | 8.5%         | 9.3%           | 9.7%         |
| 제84회  | 9월 16일  | 8.5%           | 9.3%         | 9.1%           | 9.6%         |
| 제85회  | 9월 17일  | 9.0%           | 10.2%        | 8.7%           | 9.2%         |
| 제86회  | 9월 18일  | 7.7%           | 8.3%         | 7.7%           | 8.0%         |
| 제87회  | 9월 20일  | 8.7%           | 9.0%         | 9.1%           | 9.5%         |
| 제88회  | 9월 23일  | 9.3%           | 9.9%         | 10.8%          | 11.3%        |
| 제89회  | 9월 24일  | 9.3%           | 10.6%        | 10.2%          | 10.9%        |
| 제90회  | 9월 25일  | 9.3%           | 10.4%        | 10.2%          | 10.8%        |
| 제91회  | 9월 26일  | 8.8%           | 9.5%         | 10.4%          | 11.1%        |
| 제92회  | 9월 30일  | 9.8%           | 11.0%        | 10.4%          | 11.0%        |
| 제93회  | 10월 1일  | 10.0%          | 11.1%        | 10.2%          | 11.0%        |
| 제94회  | 10월 2일  | 9.3%           | 10.5%        | 9.2%           | 10.3%        |
| 제95회  | 10월 3일  | 10.5%          | 12.1%        | 9.6%           | 9.7%         |
| 제96회  | 10월 4일  | 9.9%           | 11.3%        | 10.0%          | 10.3%        |
| 제97회  | 10월 7일  | 10.7%          | 10.7%        | 10.4%          | 10.7%        |
| 제98회  | 10월 8일  | 10.9%          | 12.5%        | 10.5%          | 10.3%        |
| 제99회  | 10월 9일  | 10.0%          | 11.5%        | 10.2%          | 10.9%        |
| 제100회 | 10월 10일 | 9.7%           | 11.0%        | 10.5%          | 11.0%        |
| 제101회 | 10월 11일 | 9.0%           | 9.1%         | 10.5%          | 10.9%        |
| 제102회 | 10월 14일 | 12.1%          | 12.9%        | 12.4%          | 12.2%        |
| 제103회 | 10월 16일 | 11.2%          | 12.8%        | 11.3%          | 11.6%        |
| 제104회 | 10월 17일 | 10.1%          | 10.9%        | 9.6%           | 9.7%         |
| 제105회 | 10월 18일 | 11.8%          | 12.7%        | 11.2%          | 10.9%        |
| 제106회 | 10월 21일 | 9.6%           | 10.8%        | 10.3%          | 10.7%        |
| 제107회 | 10월 22일 | 9.5%           | 10.5%        | 8.8%           | 8.4%         |
| 제108회 | 10월 23일 | 9.1%           | 11.0%        | 8.9%           | 9.2%         |
| 제109회 | 10월 24일 | 9.7%           | 9.8%         | 9.0%           | 9.0%         |
| 제110회 | 10월 28일 | 9.7%           | 9.9%         | 9.7%           | 10.4%        |
| 제111회 | 10월 30일 | 8.7%           | 9.4%         | 8.1%           | 8.2%         |
| 제112회 | 10월 31일 | 12.3%          | 12.3%        | 12.0%          | 12.4%        |
| 제113회 | 11월 1일  | 8.0%           | 8.6%         | 8.4%           | 8.3%         |
| 제114회 | 11월 4일  | 9.5%           | 10.4%        | 9.9%           | 9.6%         |
| 제115회 | 11월 5일  | 9.6%           | 10.2%        | 9.5%           | 9.6%         |
| 제116회 | 11월 6일  | 9.3%           | 9.8%         | 9.5%           | 9.8%         |
| 제117회 | 11월 7일  | 9.4%           | 10.2%        | 9.6%           | 9.6%         |
| 제118회 | 11월 8일  | 10.6%          | 12.3%        | 9.4%           | 9.7%         |
| 제119회 | 11월 11일 | 9.4%           | 9.3%         | 10.0%          | 10.2%        |
| 제120회 | 11월 12일 | 9.9%           | 10.4%        | 10.1%          | 10.2%        |
| 제121회 | 11월 13일 | 8.5%           | 9.5%         | 10.4%          | 11.3%        |
| 제122회 | 11월 14일 | 10.1%          | 11.2%        | 10.7%          | 11.4%        |
| 제123회 | 11월 15일 | 8.6%           | 9.1%         | 9.9%           | 10.4%        |
| 제124회 | 11월 18일 | 9.4%           | 10.5%        | 10.8%          | 11.7%        |
| 제125회 | 11월 19일 | 9.2%           | 9.7%         | 10.2%          | 10.8%        |
| 제126회 | 11월 20일 | 8.5%           | 8.7%         | 9.9%           | 10.8%        |
| 제127회 | 11월 21일 | 8.7%           | 10.0%        | 9.8%           | 10.1%        |
| 제128회 | 11월 22일 | 9.9%           | 11.3%        | 9.3%           | 9.3%         |
| 제129회 | 11월 25일 | 9.8%           | 10.4%        | 10.0%          | 10.4%        |
| 제130회 | 11월 26일 | 8.7%           | 9.3%         | 9.7%           | 10.0%        |
| 제131회 | 11월 27일 | 9.0%           | 9.9%         | 10.1%          | 11.1%        |
| 제132회 | 11월 28일 | 9.4%           | 10.0%        | 10.1%          | 10.4%        |
| 제133회 | 11월 29일 | 10.6%          | 11.1%        | 10.1%          | 10.2%        |

## 결방 사유 및 연장
- 2013년 6월 27일 : <한중 정상회담 기자회견> 중계방송으로 인해 결방.
- 2013년 9월 6일 : 축구 국가대표 평가전 대한민국 : 아이티 중계방송으로 인해 결방.
- 2013년 9월 19일 : 추석특집 <짝 - 스타 애정촌> 편성으로 인해 결방.
- 2013년 9월 27일 : <2013 슈퍼모델 선발대회> 편성으로 인해 결방.
- 2013년 10월 15일 : 축구 국가대표 평가전 대한민국 : 말리 중계방송으로 인해 결방.
- 2013년 10월 16일 : 못난이 주의보 방영 분량이 120부작에서 13회 연장되어 133부작으로 변경 및 확정되었다.[6]
- 2013년 10월 25일 : SBS 스포츠 2013년 한국시리즈 2차전 두산 베어스 VS 삼성 라이온즈 중계방송으로 인해 결방.
- 2013년 10월 29일 : SBS 스포츠 2013년 한국시리즈 5차전 삼성 라이온즈 VS 두산 베어스 중계방송으로 인해 결방.

## 경쟁 프로그램
- 오로라 공주 (MBC, 2013년 5월 20일 ~ 2013년 12월 20일)
- 지성이면 감천 (KBS1, 2013년 4월 29일 ~ 2013년 11월 1일)
- 사랑은 노래를 타고 (KBS1, 2013년 11월 4일 ~ 2014년 4월 14일)
- 루비 반지 (KBS2, 2013년 8월 19일 ~ 2014년 1월 3일)
- 가시꽃 (JTBC, 2013년 2월 20일 ~ 2013년 8월 2일)
- 더 이상은 못 참아 (JTBC, 2013년 8월 5일 ~ 2014년 1월 9일)

## 참고 사항
- 가제는 '브라보 마이 라이프'였다.[7]
- 당초 공진주 역할에는 최윤영이 캐스팅되었으나 스케줄 문제로 하차하였다.[8]